# امبینانین‌اندراوری
امبینانین‌اندراوری (به لاتین: Ambinanin'andravory) یک سکونتگاه مسکونی در ماداگاسکار است که در ساوا (ماداگاسکار) واقع شده‌است.

## خصوصیات
امبینانین‌اندراوری ۹٬۰۰۰ نفر جمعیت دارد و ۱۸۳ متر بالاتر از سطح دریا واقع شده‌است.